# Corinto (Minas Gerais)
Corinto is een gemeente in de Braziliaanse deelstaat Minas Gerais. De gemeente telt 23.048 inwoners (schatting 2009).

## Aangrenzende gemeenten
De gemeente grenst aan Augusto de Lima, Curvelo, Felixlândia, Lassance, Morro da Garça, Santo Hipólito en Três Marias.

## Verkeer en vervoer
De plaats ligt aan de wegen BR-135, BR-496 en MG-220.